# Île Verte (îles Kerguelen)
Pour les articles homonymes, voir Île Verte.
L'île Verte est une île française de l'archipel des Kerguelen située dans le golfe du Morbihan au nord-ouest de la presqu'île Ronarc'h.

## Description
Une cabane équipée permet aux scientifiques d'y résider pour leurs travaux.